# Expérience de vie réelle
L'expérience de vie réelle, également appelée  Real-Life Test (RLT), est une étape controversée de la prise en charge médicale des personnes trans. Il s'agit, dans certains protocoles de soin, d'une période pendant laquelle la personne transgenre doit vivre à temps plein dans son rôle de genre, avant d'avoir le droit d'accéder à une aide médicale (transition hormonale, chirurgie de réattribution sexuelle) dans le cadre d'une transition de genre.
Le but d'une RLT est de convaincre les équipes médicales que la personne transgenre peut effectivement vivre en tant que membre de l'autre genre dans la société et qu'elle est sûre de son choix, ou de « préparer au mieux le sujet, afin qu’iel prenne une décision totalement éclairée avant une chirurgie irréversible. »
L'obligation de se soumettre à ce test a varié selon les époques et les pays, et tend à disparaître sous la pression des critiques. Elle a été supprimée en 2012 dans la 7e édition des « standards de soins » (SOC) publiés par l'Association professionnelle mondiale pour la santé des personnes transgenres.

## Standards of Care (Standards de soins)
La sixième édition du World Professional Association for Transgender Health's (WPATH) Standards of Care for the Health of Transgender and Gender Diverse People (SOC), publiée en 2001, liste les critères de la RLT.
La septième édition des SOC (2011) ne concerne que certains types de chirurgies génitales. Il est donc dorénavant possible de suivre un traitement hormonal, et d'avoir accès à d'autres types d'opérations (épilation laser, mastectomie, augmentation mammaire...) sans passer par une RLT. La formulation de la version de 2011 est assez ambiguë: en effet, elle se contente d'indiquer que l'individu doit vivre à temps plein dans le genre préféré pendant la durée de la RLT, en affirmant également que le nom et/ou le changement de sexe peuvent constituer des preuves en faveur d'une RLT complet, mais sans indiquer qu'ils sont des conditions nécessaires d'une RLT . [source secondaire souhaitée]
Par ailleurs, En France, il est possible depuis 2016 de changer la mention de sexe à l'état civil sans passer par une chirurgie génitale, et sans présenter de preuves médicales dans son dossier, des preuves de l'expérience de vie réelle (telles que des témoignages des proches, des collègues, des factures...etc), peuvent être suffisantes.

« La période de 12 mois permet un éventail d’expériences et d’évènements de vie qui peuvent avoir lieu au cours d’une année (par exemple, évènements familiaux, vacances, travail saisonnier ou expériences scolaires). Pendant cette période les patients devraient vivre et se présenter de manière régulière, tous les jours et dans tous les contextes, dans le rôle de genre désiré. Cela inclut de s’affirmer, faire son coming-out, auprès des partenaires, familles, amis et membres de la communauté (école, travail, autre contexte). (...) Si nécessaire, dans certaines situations les professionnels de santé peuvent chercher à vérifier que ces critères sont bien remplis : ils peuvent prendre contact avec des personnes en lien avec le patient dans ses rôle et identité de genre congruents, ou demander un changement légal de prénom ou de marqueur de genre, si cela est possible (page 68). »

## Nécessité
Les SOC sont suivis[Quand ?] par la plupart des professionnels de la santé qui se spécialisent dans les soins pour les personnes transgenres. Par conséquent, les critères des SOC pour le traitement hormonal de substitution (THS) et la chirurgie de réattribution sexuelle (CRS), le cas échéant la RLT, doivent être remplis pour bénéficier des traitements demandés .
Les SOC jusqu'à la version 6 indiquaient qu'une RLT dans le but d'obtenir une CRS était une nécessité absolue. Cependant, la septième édition des SOC en 2012 ne mentionne plus cette exigence. Une lettre d'un professionnel de santé mentale qualifié suffit. À ce propos, le WPATH souligne que les SOC constituent simplement des lignes directrices cliniques destinées à être assouplies et modifiables afin de répondre au cas spécifique et singulier d'un patient. Ainsi, la 7e édition des SOC permet, dans certaines circonstances, de sauter l'étape de la RLT. Elle ne conseille pas la RTL pour les procédures de mastectomie, mammoplastie, hystérectomie, ovariectomie, orchiectomie, ou les opérations de féminisation du visage ou de la voix. Cependant, une année de RTL à temps plein est exigée avant la CRS incluant la métaidioplastie, phalloplastie, et la vaginoplastie.
La pratique clinique est plus ou moins stricte selon les pays. Au Royaume-Uni, la National Health Service spécifie[Quand ?] qu'il faut au moins deux ans de RLT pour obtenir une opération[réf. nécessaire], alors que dans d'autres pays comme la Thaïlande et le Mexique, certains chirurgiens ne demandent aucune RLT avant d'opérer.

## Critiques de la RLT
Quand elle était encore en vigueur, cette démarche a été critiquée par certaines personnes transgenres qui la déclarent inutile. Leurs revendications ont été appuyées par le médecin et sexologue Anne Lawrence, dans un document présenté au XVII Harry Benjamin International Symposium on Gender Dysphoria, où elle a déclaré qu'il y avait peu de preuves scientifiques que la RLT d'un an soit nécessaire ou suffisante pour des résultats favorables pour une CRS. En outre, elle a présenté les résultats d'une étude qu'elle a menée sur un groupe de femmes trans dans lequel elle a montré qu'une CRS sans RLT d'un an pouvait être pratiquée sans expression de regrets de la part des personnes opérées. Elle a conclu que ses résultats n'étaient pas en faveur des SOC concernant l'obligation d'une RLT d'un an comme exigence absolue pour obtenir une CRS. De plus, les regrets et le suicide sont très rares au stade post-opératoire des personnes transgenres. Dans une autre étude, Lawrence a montré que dans un groupe de 232 femmes trans en post-opératoire, aucune n'avait exprimé de regret significatif et que le bénéfice de l'expérience de vie réelle n'était démontré par aucune statistique empirique. Une revue littéraire de 2002 a signalé qu'en phase post-opératoire, le taux de regret est inférieur à 1 % et le taux de suicide d'un peu plus de 1 %  ; à titre de comparaison, le taux de suicide dans la population générale se situe aux alentours de 1 %, tandis que le taux de tentative de suicide dans la population transgenre est d'environ 41 % (voir l'article Détransition pour plus de détails).
En France, l'inspection générale des affaires sociales a noté que pendant la durée de l'expérience de vie réelle la personne est exposée à l’exclusion (sociale, professionnelle, familiale), aux violences et aux discriminations, et a préconisé la suppression de cette « épreuve » (§ 393). Amnesty International France s'est aussi alarmée du fait que l'expérience de vie réelle expose les personnes trans « à diverses situations où leur apparence physique ne s’accorde pas avec le genre et les indicateurs de genre inscrits dans des documents officiels, ce qui peut conduire à la violation de plusieurs droits tels que le droit à la vie privée, le droit à l’égalité devant la loi et le droit de ne pas être victime de discrimination »; l'association a interpellé le gouvernement Français à ce sujet en 2013 en demandant que les personnes trans accèdent aux traitements médicaux « sur la base d'un consentement éclairé (article 16-3 du Code civil et article L1111-4 du Code de la santé publique) (...) sans être soumises à une période de diagnostic longue et humiliante ».
Dans une autre contribution publiée à l'occasion de la journée internationale 2017 pour la dépathologisation des transidentités, Amnesty International a rappelé que l'expérience de vie réelle est critiquée par la Convention sur l'élimination de toutes les formes de discrimination à l'égard des femmes parce qu’elle nourrit les stéréotypes de genre.